# Fabian Kondziolka

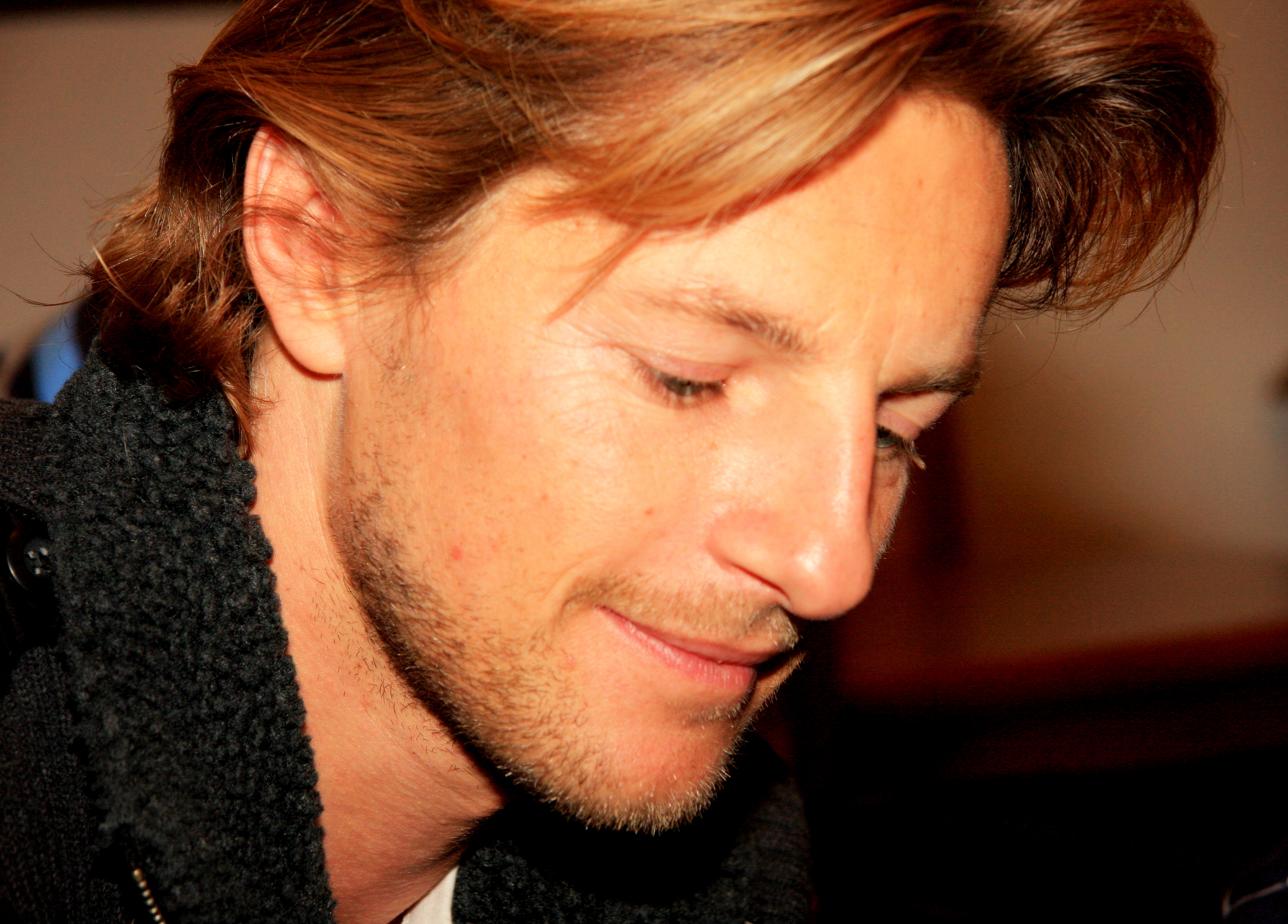
Kondziolka, 2009 in Köln

Fabian Alexander Kondziolka (* 1978 in Bochum) ist ein deutscher Schauspieler und Moderator.

## Leben
Kondziolka wuchs im Ruhrgebiet auf. Nach Abitur (1995) und Zivildienst (1996/1997) arbeitete er zunächst in dem Bochumer Szenerestaurant Art Hotel Tucholsky. Auf der Veranstaltung Bochum Total sammelte er erste Erfahrungen als Moderator. Von 1999 bis 2001 studierte er Film- und Fernsehwissenschaften an der Ruhr-Universität Bochum, anschließend bis 2004 Schauspiel an der Arturo Schauspielschule in Köln und an der Schauspielschule Bochum. Er nahm an einem Workshop im Bereich Camera Acting in Los Angeles teil. Seine Ausbildung schloss er mit der Bühnenreifeprüfung ab.
Kondziolka spielte Haupt- und Nebenrollen in mehreren Kurzfilmen. Außerdem übernahm er mehrere Episodenrollen, vor allem Nebenrollen und Gastrollen in Actionserien, unter anderem in Alarm für Cobra 11, Küstenwache, Die Rettungsflieger, 112 – Sie retten dein Leben und Danni Lowinski. Außerdem wirkte er in Comedyserien wie Ladykracher und Die Dreisten Drei mit.
In dem Spielfilm The End hatte er 2013 an der Seite von Martin Semmelrogge, Uwe Fellensiek, Claude-Oliver Rudolph und Christine Kaufmann eine Hauptrolle. Er verkörperte einen Erzengel, der unter anderem Züge der biblischen Figur Henoch trägt.
Seit 2018 spielt Fabian Kondziolka regelmäßig am Stratmanns Theater in Essen. 
Seit 2005 ist er außerdem als Moderator im Bereich Sport, Lifestyle und Entertainment tätig.
Kondziolka lebt in Bochum.

## Filmografie
- 2000: Antonia – zwischen Liebe und Macht (Fernsehfilm, Nebenrolle)
- 2001: Der Clown (Fernsehserie, Kleindarstellerrolle)
- 2001: Matterazzo! (Kurzfilm, Nebenrolle)
- 2002: Die Sketchshow (Gastrolle)
- 2002: Axel Stein (Gastrolle)
- 2003: Ladykracher (Fernsehserie, Gastrolle)
- 2003: Ziele (Hauptrolle)
- 2003: Brüder und Freunde (Kurzfilm, Hauptrolle)
- 2003, 2004: Alarm für Cobra 11 (Fernsehserie, Gastrolle)
- 2004: P.O.R.N. (Kurzfilm, Nebenrolle)
- 2005: Die Dreisten Drei (Fernsehserie)
- 2006: Roundabout (Kinokurzfilm, Hauptrolle)
- 2006: Reiche Armut (Kurzfilm, Hauptrolle)
- 2006: Küstenwache (Fernsehserie, Gastrolle)
- 2007: Der Zwang (Kurzfilm, Nebenrolle)
- 2007: Die Rettungsflieger (Fernsehserie, Gastrolle)
- 2007: Bedingungslos (Kurzfilm, Hauptrolle)
- 2007: Lost Lovers (Kurzfilm, Nebenrolle)
- 2008: 112 – Sie retten dein Leben (Fernsehserie, Gastrolle)
- 2008: Verbotene Liebe (Fernsehserie, Gastrolle)
- 2008: Danni Lowinski (Fernsehserie, Gastrolle)
- 2008: Heroic Bloodshed (Kurzfilm, Hauptrolle)
- 2008: Fahr zur Hölle Gott (Kinofilm, Hauptrolle)
- 2009: Unter uns (Fernsehserie, Gastrolle)
- 2009: Alarm für Cobra 11 (Fernsehserie)
- 2009: Broken Comedy (Fernsehserie)
- 2010: Next Stop Paris (Kurzfilm)
- 2011: In Vino Veritas (Kurzfilm)
- 2011: Noch’n Schuss Kaffee? (Kurzfilm)
- 2013: Unter uns (Fernsehserie, Episodenhauptrolle)
- 2013: The End (Kinofilm)
- 2018: Freundinnen – Jetzt erst recht (Fernsehserie)
- 2019: Krass Abschlussklasse (Fernsehserie)
- 2021: Der Lehrer: Geil, geil, geil (Fernsehserie, eine Folge)
- 2021: SOKO Köln: Alphatiere (Fernsehserie, eine Folge)
- 2024: Der Staatsanwalt: Schleichendes Gift (Fernsehserie, eine Folge)